# Институт атомске енергије Курчатов
Институт атомске енергије Курчатов, Курчатов институт или Руски научни центар „Курчатов институт” (рус. Российский научный центр "Курчатовский Институт") водећа је руска истраживачка и развојна институција на пољу нуклеарне енергије. У Совјетском Савезу ова институција била је позната као Институт атомске енергије И. В. Курчатова. Институт се налази у Москви, а носи име совјетског нуклеарног физичара Игора Курчатова, директора совјетског пројекта атомске бомбе.